# Костиша (Хомоча)
Костиша (рум. Costișa) насеље је у Румунији у округу Вранча у општини Хомоча. Oпштина се налази на надморској висини од 125 m.

## Становништво
Према подацима из 2002. године у насељу је живело 380 становника, од којих су сви румунске националности.